# 2023 у телебаченні
Список 2023 у телебаченні описує події у сфері телебачення, що відбулися 2023 року.

## Події

### Січень
- 1 січня
  - Початок мовлення телеканалів «4ever Theater» та «4ever Drama» від медіагрупи «Vianet».
  - Відновлення мовлення музичного телеканалу «UA Music» від медіагрупи «Vianet».
- 4 січня — Припинення мовлення телеканалу «Paramount Channel» на території України і країн СНД[1].
- 27 січня — Початок мовлення нового телеканалу про медицину «Медичний»[2].
- 30 січня — Відновлення онлайн-мовлення суспільного регіонального телеканалу «Суспільне Херсон».
- Перехід суспільного регіонального телеканалу «Суспільне Кропивницький» до мовлення у стандарті високої чіткості (HD).
- Початок мовлення телеканалів «NOW Series» та «BBC World News» на території України.
- Початок мовлення нового музичного телеканалу «Музвар»[3][4].

### Лютий
- 1 лютого
  - Припинення мовлення телеканалів «History» та «History 2» на території Росії[5].
  - Початок мовлення інформаційного телеканалу «ТАК TV» в мультиплексі MX-5 цифрової етерної мережі DVB-T2 замість «4 каналу»[6][7].
  - Припинення мовлення та закриття запорізьких телеканалів «ALEX» та «ALEX.UA»[8][9].
  - Припинення супутникового мовлення телеканалу «Obozrevatel TV»[10].
  - Припинення мовлення телеканалу «Перший діловий»[11].
  - Початок мовлення волинського регіонального телеканалу «Аверс» у локальному DVB-T2 мультиплексі Дубна (51 ТВК)[12][13].
- 2 лютого — Припинення мовлення телеканалу «UNC».
- 4-5 лютого — Призупинення мовлення регіонального телеканалу «Вінниччина»[14].
- 9 лютого
  - Призупинення мовлення телеканалу «Playboy TV» на території України[15].
  - Початок мовлення нового телеканалу еротичної тематики «Blue Hustler» на території України[15].
  - Відновлення мовлення спортивних телеканалів «Sport 3» та «Sport 4» від медіахолдингу «Поверхность ТВ»[джерело?].
- 18 лютого — Початок онлайн-мовлення нового інформаційного телеканалу «Ukraine World News»[16][17][18][7].
- 21 лютого
  - Початок мовлення телеканалу «Сонце» у мультиплексі MX-5 цифрової етерної мережі DVB-T2[19].
  - Початок мовлення нового музичного телеканалу «Viva Latino» від медіагрупи «Vianet»[20][21].

### Березень
- 1 березня
  - Ребрендинг телеканалу «Paramount Comedy Україна» в «Comedy Central Україна»[22].
  - Зміна графічного оформлення телеканалу «Апостроф TV»[23].
  - Припинення мовлення хмельницького регіонального телеканалу «Перший подільський» у мультиплексі MX-5 цифрової етерної мережі DVB-T2 у Полонному та Білогір'ї.
  - Ребрендинг фільмових телеканалів «TV1000» у «Viasat Kino», «TV1000 Action» у «Viasat Kino Action», «VIP Megahit» у «Viasat Kino Megahit», «VIP Comedy» у «Viasat Kino Comedy» та «TV1000 World Kino» у «Viasat Kino World».
- 15 березня — Початок мовлення телеканалу «Малятко TV» у мультиплексі MX-3 цифрової етерної мережі DVB-T2[19].
- 25 березня — Зміна назви державного телеканалу «Дом» на «Дім»[24].
- 31 березня
  - Початок мовлення телеканалу «ОЦЕ ТБ» у мультиплексі MX-2 цифрової етерної мережі DVB-T2[25].
  - Припинення мовлення телеканалів групи «Viasat» на території України[26][27][28][29].
- Початок мовлення телеканалу «Союз-TV» в локальному DVB-T2 мультиплексі Житомира (47 ТВК)[12].

### Квітень
- 5 квітня — Відновлення мовлення регіонального телеканалу «Вінниччина»[30].
- 21 квітня
  - Початок мовлення телеканалу «Бігуді» у мультиплексі MX-1 цифрової етерної мережі DVB-T2[25].
  - Початок технічного мовлення нового телеканалу воєнної тематики «Армія ТБ» у мультиплексі MX-1 цифрової етерної мережі DVB-T2[31]
- 26 квітня — Зміна логотипа «Нового каналу».

### Травень
- 9 травня — Початок мовлення телеканалу «ECO TV» у локальному DVB-T2 мультиплексі Харкова (53 ТВК)[32][33].
- 16 травня — Перехід івано-франківського регіонального телеканалу «Вежа» до мовлення у широкоекранному форматі зображення 16:9 та стандарті високої чіткості (HD).
- 28 травня — Початок мовлення телеканалу «PTV» у локальному DVB-T2 мультиплексі Карлівки (43 ТВК)[34].

### Червень
- 1 червня
  - Призупинення мовлення телеканалу «ТАК TV» в MX-5 цифрової етерної мережі DVB-T2[35][36].
  - Введення концерном РРТ в експлуатацію нового всеукраїнського DVB-T2 мультиплексу «MX-7» місткістю 9 телеканалів з початком його тестового мовлення[37][38][39][40][41][42][43][44][45].
  - Початок повноцінного мовлення україномовної версії дитячого телеканалу «Nickelodeon Ukraine» від медіахолдингу «Paramount Global».
- 5 червня — Припинення мовлення та закриття дніпровського регіонального телеканалу «Nobel TV»[46].
- 9 червня — Відновлення мовлення телеканалів групи «Viasat» на території України[47].
- 16 червня — Припинення мовлення телеканалу «Малятко TV» у мультиплексі MX-3 цифрової етерної мережі DVB-T2[48].
- 30 червня — Припинення мовлення україномовної версії дитячого телеканалу «Nickelodeon Ukraine» від сервісу «Pluto TV»[49].

### Липень
- 1 липня — Припинення мовлення телеканалу «Малятко TV»[50].
- 7 липня
  - Призупинення супутникового мовлення «8 каналу»[51].
  - Початок аналогового мовлення регіонального телеканалу «МТМ» на 22 ТВК в Запоріжжі[52].
- 10 липня
  - Початок мовлення регіонального телеканалу «Перший подільський» у локальному DVB-T2 мультиплексі Хмельницького (47 ТВК)[12][53].
  - Припинення аналогового мовлення регіонального телеканалу «МТМ» на 60 ТВК в Запоріжжі[52].
- 12 липня — Призупинення супутникового мовлення телеканалу «Сварожичі»[54].
- 24 липня — Початок мовлення телеканалу «Пульсар» у локальному DVB-T2 мультиплексі Охтирки (48 ТВК)[55].
- 28 липня — Початок мовлення телеканалу «Одеса» у локальному DVB-T2 мультиплексі Одеси (48 ТВК)[12][56].

### Серпень
- 1 серпня
  - Ребрендинг телеканалу «Genuine TV» в «Beauty Trust Quality»[57].
  - Зміна логотипів телеканалів «Setanta Sports Ukraine» і «Setanta Sports+»[58].
- 4 серпня — Припинення мовлення та закриття кропивницького регіонального телеканалу «Вітер»[59].
- 7 серпня — Відновлення мовлення телеканалу «Playboy TV» на території України[60].
- 14 серпня
  - Початок тестового мовлення нового спортивного телеканалу «Суспільне Спорт» замість регіонального телеканалу «Суспільне Ужгород» на супутнику[61][62].
  - Зміна графічного оформлення телеканалу «ТЕТ»[63].
- 21 серпня
  - Ребрендинг телеканалу «Epoque» у «Світло»[64].
  - Початок тестового мовлення нового фільмового телеканалу «ProKino»[65].
- 22 серпня — Відновлення мовлення бердичівського регіонального телеканалу «ВІК».
- 24 серпня — Зміна логотипу та графічного оформлення «Нового каналу».
- 25 серпня — Початок мовлення польського телеканалу «Dla Ciebie», орієнтованого на польок і українок за кордоном[66].

### Вересень
- 1 вересня
  - Зміна логотипа і графічного оформлення телеканалу «M1»[67].
  - Припинення мовлення прилуцького регіонального телеканалу «ТІМ»[68].
  - Припинення мовлення трускавецького регіонального телеканалу «ТРТ»[69].
- 8 вересня — Початок мовлення телеканалу «КтркП» у локальному DVB-T2 мультиплексі Кульчіївців (47 ТВК)[70].
- 27 вересня — Початок супутникового мовлення телеканалу «Армія ТБ»[71].

### Жовтень
- 1 жовтня — Припинення трансляції телеканалів «English Club TV» та «BBC World News» на території України[72].
- 3 жовтня — Відновлення мовлення телеканалу «ТАК TV» в мультиплексі MX-5 цифрової етерної мережі DVB-T2[73][74].
- 8 жовтня
  - Перехід телеканалу «Тернопіль 1» з MX-5 до локального DVB-T2 мультиплексу Тернополя (44 ТВК)[75].
  - Припинення мовлення телеканалу «Перший Західний» у Львові у стандарті DVB-T2[76].
- 9 жовтня — Припинення мовлення регіонального телеканалу «Дніпро TV» в мультиплексі MX-5 Дніпропетровської області цифрової етерної мережі DVB-T2[77].
- 16 жовтня
  - Початок мовлення нового супутникового фільмового телеканалу «Твій серіал» від медіагрупи «Starlight Media»[78][79].
  - Початок повноцінного мовлення телеканалу «ProKino»[80].
- 26 жовтня — Початок мовлення регіональних телеканалів «Галичина TV» та «РАІ» у локальному DVB-T2 мультиплексі Калуша (43 ТВК)[81].
- 30 жовтня
  - Відновлення супутникового мовлення «8 каналу»[82].
  - Відновлення супутникового мовлення телеканалу «Сварожичі»[83].
  - Початок мовлення телеканалу «Music Box Polska» на території України[84].
- 31 жовтня — Початок мовлення європейського каналу «Viasat Serial».
- Припинення мовлення телеканалу «Сфера ТБ» у Рівненській області в мультиплексі MX-5 цифрової етерної мережі DVB-T2[85].

### Листопад
- 1 листопада
  - Початок технічного мовлення телеканалу «Світло» замість «ICTV» в мультиплексі MX-7 цифрової етерної мережі DVB-T2[86].
  - Початок мовлення телеканалу «Тернопіль 1» у локальному DVB-T2 мультиплексі Теребовлі (35 ТВК)[87].
- 4 листопада — Зміна графічного оформлення телеканалу «Еспресо TV»[88].
- 5 листопада — Початок мовлення телеканалу «Ми — Україна» в MX-7 цифрової етерної мережі DVB-T2[89].
- 8 листопада — Припинення мовлення телеканалу «Ми — Україна» в MX-2 цифрової етерної мережі DVB-T2[90].
- 10 листопада — Зміна логотипа телеканалу «Еспресо TV»[88][91].
- 13 листопада — Початок аналогового мовлення запорізького регіонального телеканалу «МТМ» на 25 ТВК у Новомиколаївці[92].
- 21 листопада — Початок мовлення телеканалу «Сонце» замість «Інтера» в MX-7 цифрової етерної мережі DVB-T2[93].
- 29 листопада — Початок повноцінного мовлення спортивного телеканалу «Суспільне Спорт»[94].

### Грудень
- 1 грудня
  - Припинення мовлення телеканалу «Beauty Trust Quality» у локальному DVB-T мультиплексі Києва (43 ТВК)[95][96].
  - Початок мовлення телеканалу «Тернопіль 1» у локальному DVB-T2 мультиплексі Чорткові (43 ТВК)[97].
- 6 грудня — Початок повноцінного мовлення та ребрендинг телеканалу «Армія ТБ» у «Армія TV»[98].
- 7 грудня
  - Початок мовлення телеканалу «Твій серіал» в мультиплексі MX-5 цифрової етерної мережі DVB-T2[99][100][101].
  - Початок мовлення регіонального телеканалу «А/ТВК» у локальному DVB-T мультиплексі Харкова (53 ТВК)[102].
  - Початок мовлення україномовних версій телеканалів «Nick Jr.» та «Nicktoons» від медіахолдингу «Paramount Global»[103].
- 11 грудня
  - Призупинення аналогового мовлення регіонального «7 каналу» на 7 ТВК в Харкові[104].
  - Припинення аналогового мовлення суспільного телеканалу «Перший» на 9 ТВК в Харкові[104].
- 15 грудня
  - Зміна назви телеканалу «Наше любимое кино» в «Наше улюблене кіно»[105].
  - Припинення мовлення телеканалу «Сварожичі».
- 20 грудня — Призупинення мовлення польського інформаційного телеканалу «TVP Info» внаслідок прийняття резолюції Сейму Республіки Польща[106][107].
- 29 грудня
  - Початок мовлення нового телеканалу військової тематики «Фронт»[108].
  - Відновлення мовлення польського телеканалу «TVP Info»[109].

## Без точних дат
- Осінь — Припинення мовлення телеканалу «TV7+» в Білогір'ї у стандарті DVB-T2[110].
- Припинення мовлення та закриття марганецького телеканалу «МСТ».